# Arisierpeton
Arisierpeton — вимерлий рід синапсидів з ранньопермської формації Гарбер (група Самнера) Річардс Спур, Оклахома. Він містить один вид, Arisierpeton simplex.

## Етимологія
Родова назва на честь пана Джузеппе Альберто Арісі, який знайшов матеріал. Видовий епітет належить до відносно простішої морфології крайового зубного ряду, ніж в інших пермських казеїдів.